# Хедър Дорксен
Хедър Дорксен (на английски: Heather Doerksen) е канадска актриса.

## Биография
Родена е на 12 февруари 1980 г. в Уинипег, Манитоба, Канада.
Дорксен играе Сара в сериала „Once Upon a Time in Wonderland“.

## Избрана филмография
- 2005–2008: Смолвил (Smallville, 4 епизода)
- 2005–2008: Ел Връзки (The L Word, 3 епизода)
- 2005–2007: Старгейт Атлантис (Stargate Atlantis, 6 епизода)
- 2005–2008: Галактика (Battlestar Galactica, 4 епизода)
- 2006: Блейд: Сериалът (Blade: The Series, 1 епизод)
- 2006: Kyle XY (1 епизод)
- 2007: Късметлията Чък (Good Luck Chuck)
- 2007: Свръхестествено (Supernatural, 1 епизод)
- 2008: Окото (The Eye)
- 2008: The Lost Treasure of the Grand Canyon
- 2008: Денят, в който Земята спря (The Day the Earth Stood Still)
- 2009: The Uninvited
- 2010: Мармадюк (Marmaduke)
- 2010: The Client List
- 2010–2011: Експериментът (Fringe, 4 епизода)
- 2011: In the Name of the King 2: Two Worlds
- 2012: Ambrosia
- 2012: Хижа в гората (The Cabin in the Woods)
- 2012: True Justice (1 епизод)
- 2012: Abducted: The Carlina White Story
- 2013: Огненият пръстен (Pacific Rim)
- 2013–2014: Once Upon a Time in Wonderland (3 епизода)
- 2014: Големи очи (Big Eyes)
- 2018: Take Two (3 епизода)